# Michael Klein
Michael Klein, född 17 augusti 1954 i Washington, D.C., är en amerikansk författare.